# Бакалов, Валерий Пантелеевич
Вале́рий Пантеле́евич Бака́лов (19 сентября 1940, Новосибирск — 21 июня 2021, там же) — советский и российский деятель в области связи и образования, ректор Сибирского государственного университета телекоммуникаций и информатики в 1987—2005 годах.

## Биография
Родился 19 сентября 1940 года в Новосибирске, в семье рабочего. После окончания школы поступил в Ленинградское Высшее Военно-морское училище им. М. В. Фрунзе, которое окончил в 1961 году. В том же году поступил на радиотехнический факультет ЛЭТИ им. В. И. Ульянова (Ленина), который окончил в 1965 году. Одновременно с обучением в институте в 1963—1965 годах работал инженером в СКТБ «Биофизприбор», где разрабатывал оборудование радиотелеметрических комплексов специального назначения.
В 1965 году был приглашен Президиумом Сибирского отделения Академии наук СССР на работу в ИФ СО АН, где возглавил лабораторию радиотелеметрии.
В 1970 году защитил кандидатскую диссертацию в Северо-западном политехническом институте (г. Ленинград); специальность — «Автоматика и телемеханика».
В 1971 году начал работать в Новосибирском электротехническом институте связи (НЭИС) в должности доцента; в 1974 году возглавил кафедру теории электрических цепей (ТЭЦ) в этом институте.
В 1986 году в ЛЭТИ защитил докторскую диссертацию по специальности «Информационно-измерительные системы».
В 1987 году В. П. Бакалов избран ректором НЭИС. Он стал первым ректором в истории института, избранным на альтернативной основе. В. П. Бакалов возглавлял НЭИС до 2005 года.
В 1988 году В. П. Бакалову присвоено учёное звание профессора.
За годы работы В. П. Бакалова в должности ректора НЭИС превратился в один из ведущих в стране учебно-научных университетских комплексов, в составе которого были открыты два института (в Екатеринбурге и Хабаровске) и Бурятский филиал, четыре колледжа связи и информатики, межрегиональный учебный центр переподготовки специалистов, сертификационный центр, открыта докторантура, новые факультеты и специальности. Число обучающихся в институте достигло 20 000 человек; численность преподавателей достигла 600 человек, большая часть из которых имела учёные степени и звания. По итогам государственной аттестации НЭИС получил в 1994 году статус академии, а в 1998 году — университета (Сибирский государственный университет телекоммуникаций и информатики — СибГУТИ).
Работал учёным секретарём СибГУТИ, а также возглавлял кафедру теории электрических цепей (ТЭЦ) и диссертационный совет университета.
Был женат, имел четырёх сыновей.
Скончался 21 июня 2021 года. Похоронен на Заельцовском кладбище в Новосибирске.

## Научная деятельность
В. П. Бакалов известен в России и за рубежом как крупный специалист в области связи, информационно-измерительной технике, теории электрических цепей. Он внес существенный вклад в развитие общей теории и методов оптимизации информационно-измерительных систем с пространственно-распределенной структурой. Под его руководством были выполнены научные программы по созданию современных радиотелеметрических комплексов, внедренных в различные отрасли народного хозяйства (связь, управление воздушным движением, научные исследования, медицина и др.). Он возглавлял важные научно-исследовательские и прикладные работы по развитию инфокоммуникаций и информатизации регионов Сибири и Дальнего Востока.
В. П. Бакалов является одним из основателей научного направления — биотелеметрии.
В. П. Бакалов — автор более 300 научных работ и изобретений. Им написаны 11 монографий, 15 учебников и учебных пособий для вузов, изданных в академических, центральных и зарубежных издательствах. Он входит в состав редколлегии нескольких научных журналов.
В. П. Бакалов является основателем (в 1999 году) и главным редактором журнала «Инфосфера».

## Организаторская деятельность
В. П. Бакалов — организатор и (до 2006 года) руководитель Сибирского отделения НТО РЭС им. А. С. Попова. Он является членом нескольких международных и национальных общественных академий.
В. П. Бакалов принимал активное участие в создании межрегиональной компании ОАО «Сибирьтелеком», в совете директоров которой работал несколько лет. Был одним из учредителей Ассоциации предприятий связи Сибири и Дальнего Востока — АСДС «Сибдальсвязь», в которой был также членом совета директоров и возглавлял научно-технический центр.
Входил в состав различных координационных и экспертных советов по вопросам развития инфокоммуникационных технологий и информатизации Сибирского и Дальневосточного регионов.

## Награды и звания
- Заслуженный связист Российской Федерации (1996)[15].
- Заслуженный работник высшей школы Российской Федерации (2002)[16].
- Мастер связи СССР (1990).
- Почётный радист СССР (1984).
- Почётный связист Монгольской Народной Республики (1991).
- Медаль «За доблестный труд. В ознаменование 100-летия со дня рождения В. И. Ленина» (1970).
- Медаль «За заслуги в проведении Всероссийской переписи населения» (2002).
- Награждён также нагрудным знаком Министерства высшего и среднего специального образования СССР, наградами Общероссийского профсоюза работников связи, отраслевыми наградами связи и пр.